# アズィーズ・イブラギモフ
アズィーズ・イブラギモフ (ラテン文字:Aziz Ibragimov、ウズベク語: Aziz Ibragimov / Азиз Ибрагимов、1986年7月21日 - ) は、ウズベキスタン出身のプロサッカー選手である。ポジションはFW。「アジズ・イブラギモフ」と表記されることもある。

## 概要
2009-10シーズン終了後、イブラギモフはスロバキア、スロベニア、チェコのクラブからオファーを受けたものの、ガンブリヌス・リガのボヘミアンズ1905に残留することを決めた。
イブラギモフは2007年に行われたサッカーイラク代表との親善試合で代表デビューを果たし、その試合で得点を決めている。現在サッカーウズベキスタン代表に選出されており、AFCアジアカップ2007、AFCアジアカップ2011の代表メンバーにも選出されている。

## 代表における得点
| #  | 日時          | 場所             | 対戦相手     | スコア | 結果 | 大会種別                            |
| -- | ------------- | ---------------- | ------------ | ------ | ---- | ----------------------------------- |
| 1. | 2007年7月2日  | 坡州             | イラク       | 2–0    | 勝   | 親善試合                            |
| 2. | 2007年7月14日 | クアラルンプール | マレーシア   | 5–0    | 勝   | AFCアジアカップ2007グループリーグ   |
| 3. | 2008年6月2日  | シンガポール     | シンガポール | 7–3    | 勝   | 2010 FIFAワールドカップ・アジア予選 |